# خاویر کاسترو (بازیکن فوتبال، زاده ۲۰۰۰)
خاویر کاسترو (انگلیسی: Javier Castro؛ زادهٔ ۱۳ سپتامبر ۲۰۰۰) بازیکن فوتبال اهل اسپانیا است.
از باشگاه‌هایی که در آن بازی کرده‌است می‌توان به باشگاه فوتبال آلکورکون اشاره کرد.